# Linnea Quigley
Linnea Barbara Quigley (Davenport, 27 maggio 1958) è un'attrice, produttrice cinematografica, compositrice, chitarrista, cantante e modella statunitense, famosa regina dell'urlo interprete di numerosi film horror ed erotici.

## Biografia
Nata a Davenport da Heath Quigley, famoso chiropratico e psicologo, a metà degli anni settanta si trasferì a Los Angeles per seguire il suo sogno di attrice. Linnea si specializzò nei film indipendenti e a basso costo, comparendo in un centinaio di titoli in queste categorie.
Nel frattempo, nel 1979, si unì ad una rock band tutta al femminile, chiamata Mad Whistle, come chitarrista. Lasciò la band nel 1981 per vari litigi con la cantante Lucrecia Sarita Russo, e fondò una nuova band: The Skirts. La formazione fu attiva solo fino alla seconda metà degli anni ottanta, per poi sciogliersi. Si riformeranno poi nel 2003, e tutt'oggi proseguono la loro attività. Linnea inoltre appare in numerosi videoclip di molte band famose, tra cui Revolting Cocks, Motörhead e Ramones.
Nel 1983 posò per un numero della famosa rivista Playboy.
È famosa nel grande schermo soprattutto per la sua interpretazione nei film Il ritorno dei morti viventi e Nightmare 4 - Il non risveglio. Ha inoltre interpretato dozzine di film più o meno famosi, tra cui Savage Streets (insieme a Linda Blair, una delle poche pellicole non-horror delle due attrici), Silent Night, Deadly Night - Natale di sangue, Nightmare Sisters, Sorority Babes in the Slimeball Bowl-O-Rama, Hollywood Chainsaw Hookers e Night of the Demons (sia l'originale che il remake). Per alcuni di questi film ha anche provveduto alla produzione o alla composizione della colonna sonora.

## Filmografia

### Attrice

#### Cinema
- Wheeler, regia di Jack Collins e Jim Feazell (1975)

- I gladiatori dell'anno 3000 (Deathsport), regia di Allan Arkush (1978)
- Pornorella (Fairy Tales), regia di Harry Hurwitz (1978)
- Auditions, regia di Harry Hurwitz (1978)
- Horror Puppet (Tourist Trap), regia di David Schmoeller (1979) - non accreditata
- La collina dei morti viventi (Don't Go Near the Park), regia di Lawrence David Foldes (1979)
- Summer Camp, regia di Chuck Vincent (1979)
- Squilli di sangue (Stone Cold Dead), regia di George Mendeluk (1979)
- Graduation Day, regia di Herb Freed (1981)
- I piacevoli sogni di Cheech e Chong (Nice Dreams), regia di Tommy Chong (1981)
- The Black Room, regia di Elly Kenner e Norman Thaddeus Vane (1982)
- Cheech & Chong's Still Smokin' (Still Smokin), regia di Tommy Chong (1983) - non accreditata
- Flippaut (Get Crazy), regia di Allan Arkush (1983) - non accreditata
- I vendicatori della notte (Young Warriors), regia di Lawrence David Foldes (1983)
- Savage Streets, regia di Danny Steinmann (1984)
- Natale di sangue (Silent Night, Deadly Night), regia di Charles E. Sellier Jr. (1984)
- Party Games for Adults Only, regia di Tony Csiki (1984)
- Giochi fatali (Fatal Games), regia di Michael Elliot (1984)
- Il ritorno dei morti viventi (The Return of the Living Dead), regia di Dan O'Bannon (1985)
- Kidnapped Girls Agency, regia di Ric Meyers (1985)
- È antipatico ma lo sposo (My Chauffeur), regia di David Beaird (1986) - non accreditata
- Stalked!, regia di John Howard (1986)
- Scorpion, regia di John Howard (1986)
- Beverly Hills Girls, regia di Mike Hall (1986)
- Avenged, regia di John Howard (1986)
- Night Screams - Ospiti in trappola (1987)
- Silent Night, Deadly Night Part 2 (1987)
- Treasure of the Moon Goddess (1987)
- Creepozoids (1987)
- Sorority Babes in the Slimeball Bowl-O-Rama (1988)
- Night of the Demons (1988)
- Tragica notte al bowling (1988)
- Hollywood Chainsaw Hookers (1988)
- Sbirri oltre la vita (1988)
- Nightmare Sisters (1988, anche colonna sonora)
- La notte dei demoni (Night of the Demons), regia di Kevin S. Tenney (1988)
- Nightmare 4 - Il non risveglio (1988)
- Blood Nasty (1989)
- American Rampage (1989)
- Dr. Alien - Dallo spazio per amore (Dr. Alien), regia di David DeCoteau (1989)
- Omicidi in videotape (1989)
- Vice Academy (1989)
- Witchtrap (1989)
- Sexbomb (1989)
- Murder Weapon (1989, anche produzione)
- Robot Ninja (1989)
- Diggin' Up Business (1990)
- La ragazza che voglio (1990, anche produzione)
- Vice Academy Part 2 (1990)
- Virgin High (1990)
- Linnea Quigley's Horror Workout (1990, anche colonna sonora e produzione)
- Scream Queen Hot Tub Party (1991)
- Future Shock (1991)
- Guyver, regia di Screaming Mad George e Steve Wang (1991)
- Blood Church (1991)
- Amore all'ultimo morso (1992)
- Incontri ravvicinati del quarto tipo (1993)
- Pumpkinhead II: Blood Wings (1994)
- Vampire Hunter (1994)
- Scream Queen Private Party (1995)
- Assault of the Party Nerds 2: The Heavy Petting Detective (1995)
- Stripteaser (1995)
- Jack-O - La lanterna del terrore (1995)
- Sick-o-pathics (1996)
- Fatal Frames - Fotogrammi mortali (1996)
- Hollywood Cops (1997)
- Bimbo Movie Bash (1997)
- Death Mask (1998)
- Mari-Cookie and the Killer Tarantula (1998)
- Curse of the Lesbian Love Goddess (1998)
- Boogie Boy (1998)
- The Killer Eye (1999)
- Animals (1999)
- Bersagli mobili (1999)
- Kolobos - Trappola infernale (1999)
- Incontriamoci a Las Vegas (1999)
- Sex Files: Pleasureville (2000)
- Blind Target (2000)
- Venice Beach (2001)
- Kannibal (2001)
- Horrorvision (2001)
- The Monster Man (2001)
- Scream Queen (2002, anche colonna sonora)
- Corpses are Forever (2003)
- Charlie and Sadie (2003)
- Frost (2004)
- The Rockville Slayer (2004)
- Super Hero Central (2004)
- Wolfsbayne (2005)
- The Naked Monster (2005)
- Voices from the Graves (2006)
- Hoodoo for Voodoo (2006)
- Whispers from a Shallow Grave (2006)
- Each Time I Kill (2007)
- Pretty (2007)
- Legend Has It (2008)
- Spring Break Massacre (2008)
- The Notorious Colonel Steel (2008)
- A Drive with Linnea and Donald (2008)
- Strangers Online (2009)
- Vampitheatre (2009)
- Night of the Demons (2009)
- RiffRaff (2009)
- It Came from Trafalgar (2009)
- La Femme Vampir (2009)
- Dead End (2010, anche produzione)
- Liquid Memories (2010)
- Night on Has Been Mountain (2010)
- Collapse, regia di Jason Bolinger e Insane Mike Saunders (2010)
- La Femme Vampir Volume 2 (2010)
- Diary of Death (2010)
- Stripperland (2011)
- Bloodstruck (2011)
- Post Mortem, America 2021 (2011)
- Stella Buio (2012)
- 1313: Cougar Cult (2012)
- The Voices from Beyond (2012)
- Where the Dead Go to Die (2012)
- Girls Gone Dead (2012)
- Caesar and Otto's Deadly Christmas (2012)
- GrindHouse 2wo (2012)
- The Trouble with Barry (2013)
- Disciples (2013, anche produzione)
- Demonica (2013)
- A Blood Story (2013, anche produzione)
- Virginia Obscura (2013)
- Crazy Fat Ethel (2013)
- Psychotic State (2013)

### Televisione
- Playboy Video Magazine, Vol. 4 (1983, documentario)
- Simon & Simon (1983, serie TV; 1 episodio)
- Stephen King's World of Horror (1986, film TV)
- Drive-In Madness! (1987, film TV)
- The Incredibly Strange Film Show (1988-1989, serie TV)
- The Horror Hall of Fame (1990, film TV)
- The Horror Hall of Fame II (1991, film TV)
- The Horror Hall of Fame III (1992, film TV)
- Zombie Jamboree: The 25th Anniversary of Night of the Living Dead (1993, documentario)
- Joe Bob's Drive-In Theater (1994, serie TV; 1 episodio)
- Burial of the Rats (1995, film TV)
- Antena Criminal: Making a Jess Franco Movie (2002, documentario)
- Chiller Cinema (2003, serie TV; 1 episodio)
- Dr. Gangrenes Recommended Movie of the Week (2009, serie TV; 1 episodio)
- Never Sleep Again: The Elm Street Legacy (2010, documentario)
- Screaming in High Heels: The Rise & Fall of the Scream Queen Era (2011, documentario; anche colonna sonora)
- Rove LA (2012, serie TV; 1 episodio)
- Celluloid Bloodbath: More Prevues from Hell (2012, serie di vecchi film)